# Окк'єппо-Інферіоре
Окк'єппо-Інферйоре (італ. Occhieppo Inferiore, п'єм. Ij Cep ëd Sota) — муніципалітет в Італії, у регіоні П'ємонт, провінція Б'єлла.
Окк'єппо-Інферйоре розташований на відстані близько 540 км на північний захід від Рима, 60 км на північний схід від Турина, 7 км на південний захід від Б'єлли.
Населення — 4008 осіб (2014).
Покровитель — Sant'Antonino.

## Демографія
Населення за роками:

Станом на 1 січня 2023 року в муніципалітеті офіційно проживало 219 іноземців з 28 країн, серед них 62 громадяни країн Євросоюзу та 18 громадян України.

## Сусідні муніципалітети
- Б'єлла
- Камбурцано
- Монграндо
- Окк'єппо-Суперйоре
- Пондерано